# Cerro Trocalán-Orocoipo
El Cerro Trocalán-Orocoipo, popularmente conocido en la zona de Rancagua y aledañas como Cerro Orocoipo es una formación montañosa ubicada en Requínoa y Gultro, en la región del Libertador General Bernardo O'Higgins, Chile. Con una altitud de 1268 m s. n. m. desde el Trocalán y una prominencia de 251 m este cerro forma parte de una prolongación de los Andes, destacando por su belleza natural y su rica historia.

## Descripción y ubicación
Los cerros son parte de una cadena montañosa que se extiende desde los Andes hasta el río Cachapoal. Estas elevaciones, junto con el cerro Punta de Cortés, forman una barrera natural que ha dado origen a diversas formaciones geológicas y cuerpos de agua como la laguna de Cauquenes. La cima del Trocalán ofrece una vista panorámica impresionante de la región, abarcando desde la cordillera del grupo Plomo hasta los cerros de Mostazal y Machalí. 

## Altitudes máximas
Ambos cerros son parte de una prolongación de la Cordillera de los Andes y ofrecen impresionantes vistas panorámicas de la región. 
- Cerro Orocoipo: 1164 m s. n. m. [3]
- Cerro Trocalán: 1268 m s. n. m.

## Toponimia
El origen del tópico Orocoipo está referido en el nombre que le daban los originarios mapuche a la planta Myoschilos oblongum (actualmente conocida como codocoypu). Aunque no se conoce el origen indígena del nombre Trocalán, se sabe que antiguamente los lugareños lo llamaban cerro Tribuculén. 